# Chozubachi

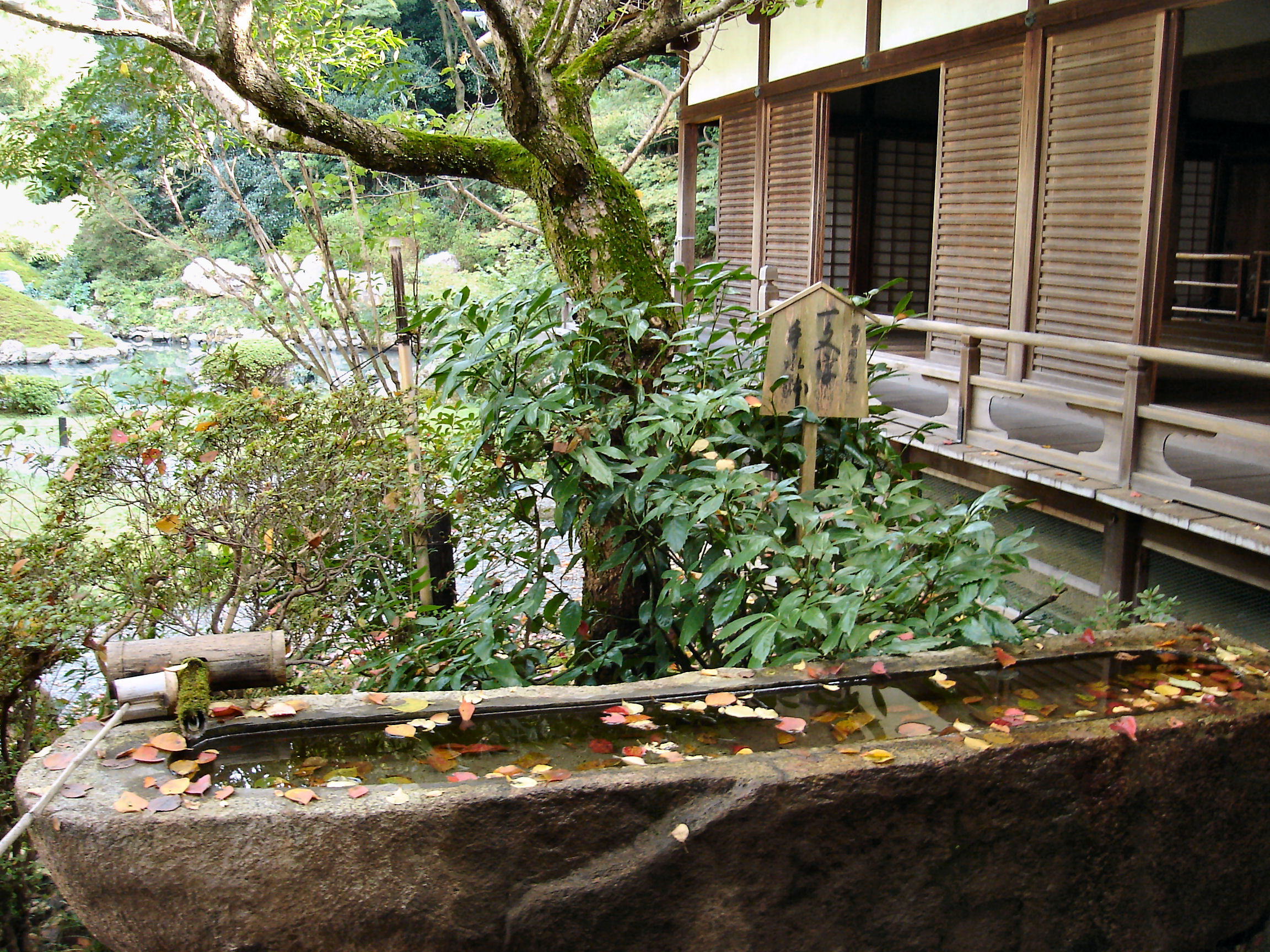
Ichimonji-chōzubachi vid Shōrenin-templet

Chōzubachi (手水鉢) är en traditionell japansk vattenbassäng avsedd för tvätt av händer och ansikte vid religiösa ceremonier. Senare har anordningen även införlivats som en del i den japanska teceremonin, där den har förvandlats till en så kallad tsukubai.

## Typer av chōzubachi

### Chōzubachi i natursten
Den äldsta typen av chōzubachi byggdes i naturligt förekommande stenar och klippor. Stenens naturlighet ansågs förkroppsliga teceremonins själ (wabi-sabi). Variationsrikedomen är stor, men några typiska former är fuji-stilen (富士型), byggd i en mindre klippa avsedd att föra tankarna till det främsta bland berg Fuji, samt ichimonji-stilen (一文字型), uppkallad efter det kinesiska tecknet för siffran ett. Tecknets form (一) liknar den avlånga bassängen.

### Återanvänt material
Också känslan i ett bortkastat, föråldrat föremål kan stämma överens med wabi-sabi. Därför är det inte ovanligt att en chōzubachi byggs av en gammal lykta, en gravsten (se även: stupa eller detaljer från en pagod.

### Konstgjorda chōzubachi
Från och med Edo-epoken blev chōzubachi ett alltmer populärt inslag i de japanska trädgårdarna, och mer konstfullt utförda anordningar började tillverkas. De anpassades också tydligare till att användas tillsammans med en suikinkutsu.